# Carutapera
Carutapera é um município brasileiro do estado do Maranhão. Localiza-se na foz do rio Gurupi e esta distante 345 km da capital São Luís, no qual o acesso se dá através da BR-316 e via Ferry-boat atravessando a baía de São Marcos a distância é menor (Cujupe/Ponta da Espera-São Luís - 345 km). Sua população é 24 238 habitantes, conforme Censo do IBGE de 2022.
Carutapera é o município mais ao norte de todo o estado do Maranhão e do Nordeste brasileiro. O município é sede da Região de Planejamento do Gurupi (Lei Complementar 108/2007), servindo de centro regional para outros quatro municípios. Pertence a região turística denominada Amazônia Maranhense.
Carutapera também sedia a única basílica do estado do Maranhão Basílica São Sebastião (Carutapera), que, entre os dias 11 e 20 de janeiro celebra seu padroeiro, atraindo milhares de devotos do país inteiro e de outros países do mundo, transformando o evento na maior festa religiosa da região. Paralelo ao evento religioso, acontece o Festival Janeirão, onde muitas atrações musicais, cantores e aparelhagens fazem a festa para milhares de pessoas nos 4 últimos dias do festejo.

## História
Em 1655, os jesuítas fundaram o posto de catequese Cacual, localizado à margem direita do Rio Gurupi, onde fizeram uma plantação de cacau (Theobroma cacao).
Em 1661, Pedro Teixeira fez o reconhecimento do terreno para a construção da estrada real, a qual comunicaria as províncias do Pará e do Maranhão. Em 1798, estabeleceram-se os primeiros colonizadores nos núcleos de Turiaçu, Igarapé Açu, São João, São Lourenço, Peritíua, Pindobal e Rivirada.
Em 1854, o governador da província do Maranhão, Eduardo Olímpio Machado, fundou a colônia de São Pedro de Alcântara, ao considerar as possibilidades econômicas da região. No entanto, em razão da resistência dos povos indígenas, a colônia enfrentou dificuldades.
Em 25 de junho de 1861, Firmino Pantoja e sua mulher, Fausta Pantoja, adquiriram terras de Manoel Rodrigues Leite Chaves, localizadas à margem direita do Rio Arapiranga, tendo realizado a doação dessas para ser fundada a povoação Carutapera, que em tupi significa povoação abandonada.
Por volta de 1884, o distrito de Carutapera começa a se desenvolver, sendo buscada sua autonomia   política administrativa. Carutapera foi elevada à categoria de vila em 11 de maio de 1886, pela Lei nº 1.377, tendo sido desmembrada de Turiaçu.
Por meio do Decreto nº 75/1931, o município passou a fazer parte de Turiaçu, até que foi desmembrado dele por meio do Decreto nº 322/1932. Passou novamente a pertencer a Turiaçu como distrito em 1933, até que teve sua autonomia restabelecida pelo Decreto nº 832, de 3 de junho de 1935.

## Geografia
O território do município de Carutapera é de 1260,569 quilômetros quadrados, o que o coloca na posição 77 dentre as 217 cidades do estado do Maranhão.

### Relevo
Os rios que correm para o litoral das Reentrâncias Maranhenses deram origem a extensas superfícies aluviais, recortadas por um grande conjunto de baías conectadas por canais divagantes e furos que delimitam exuberantes manguezais, intercalados por ilhas, cordões litorâneos, lagoas, vasas e praias.
Esse conjunto de superfícies aplainadas registra cotas baixas que variam entre 20 e 130 m, com elevações residuais que não ultrapassam 250 m de altitude.

### Clima
O clima de Carutapera é o equatorial, quente e úmido com dois períodos: chuvoso, geralmente de dezembro a junho e estiagem, de julho a novembro. Seu índice pluviométrico anual varia entre 2000 a 2400 mm; com temperatura média anual de 28 °C.

### Hidrografia
O município fica localizado na Bacia Hidrográfica do Rio Gurupi.
Outros rios importantes no município são: Iririmirim, Iririaçu, Pindobal e Arapiranga, o qual banha a sede municipal. Há também igarapés como Santo Antônio ou Catipima, Manausinho e Manaus.

### Vegetação e biodiversidade
Carutapera faz parte da Amazônia Maranhense, sendo a vegetação do município caracterizada pela floresta ombrófila, correspondendo à floresta de dossel mais denso e fechado, a qual se encontra bastante descaracterizada em razão do desmatamento.

Outro tipo de vegetação é a floresta ombrófila densa aluvial, ocupando as áreas mais úmidas do vale do rio Gurupi, onde se destacam as palmáceas: açaí (Eurterpe olerácea), buriti (Mauritia vinifera) e buritirana (Mauritia aculeata).

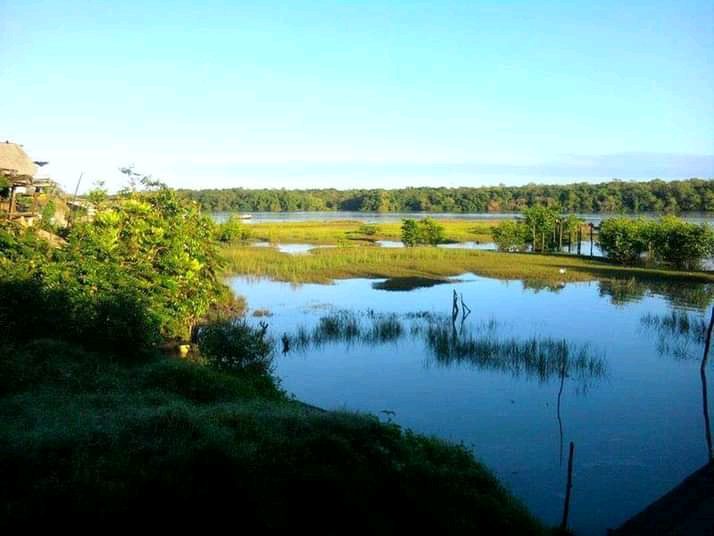
Rio Arapiranga.

O manguezal também é uma vegetação típica do município, localizado em ambiente salobro, na desembocadura de rios em contato com o mar, onde cresce uma vegetação que constitui uma floresta costeira nos solos limosos, com alta biodiversidade, sendo berçário de diversas espécies tanto locais como de outros habitats. Tem importante papel socioeconômico, pois diversas espécies de mariscos servem como alimento e fonte de renda para as comunidades que vivem em seu entorno.
O norte do município está inserido na Área de Proteção Ambiental das Reentrâncias Maranhenses.

### Demografia
De acordo com o Censo Demográfico de 2010, 80,62% da população do município é católica e 14,40% evangélica.
73,72% da população do município vivia na zona urbana e 26,28% na zona rural.
De acordo com o Censo Demográfico de 2022, a população de Carutapera era de 24.238 habitantes e a densidade demográfica era de 19,22 habitantes por quilômetro quadrado. Comparando-se com outros municípios do estado do Maranhão, ficava nas posições 69 e 114 de 217. Já a estimativa populacional para o ano de 2024 era de 24.855 pessoas.

## Economia

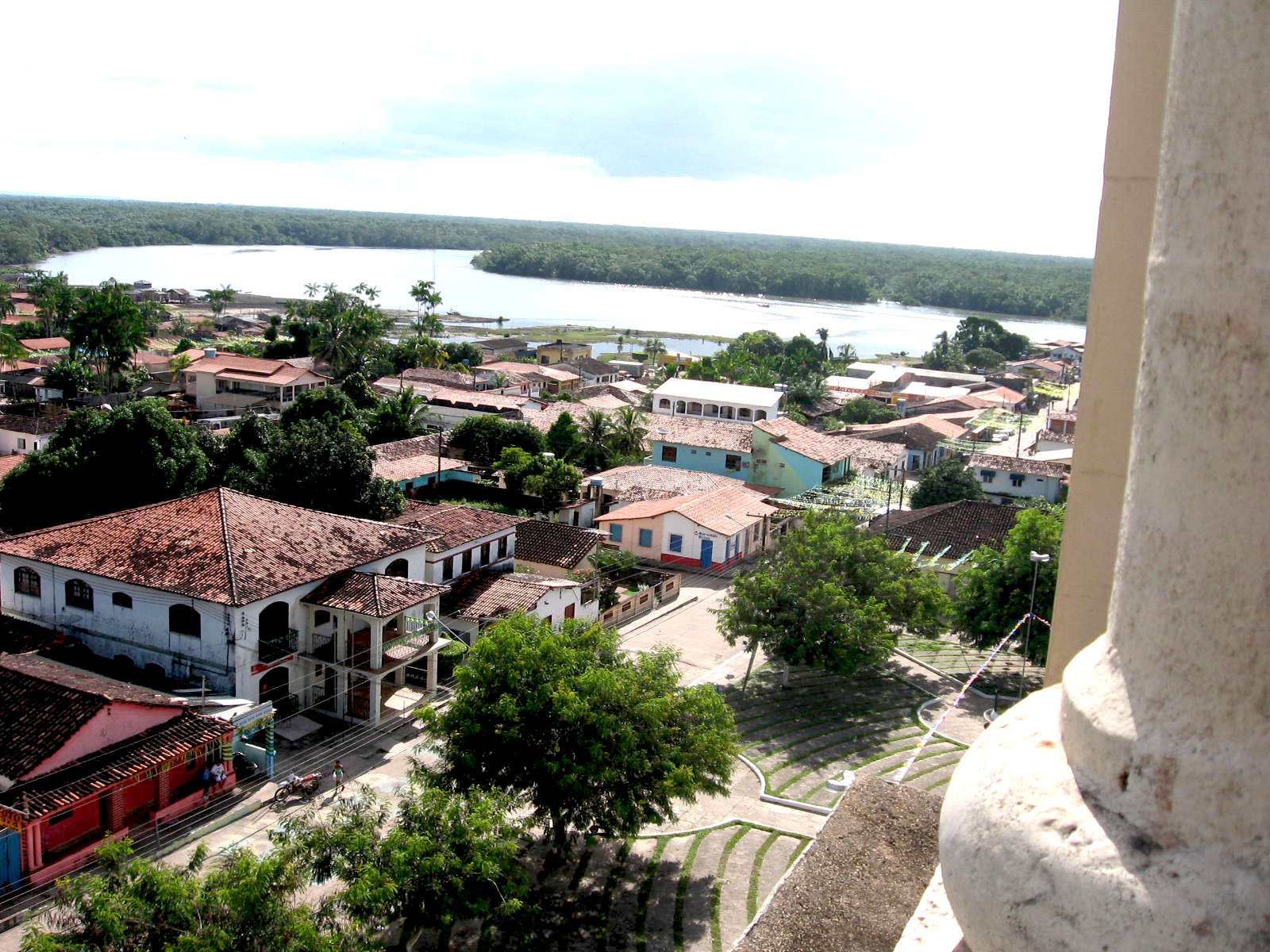
Visão do centro de Carutapera a partir da torre da Basílica.

O PIB do município ficou, em 2019, em R$ 166.809.050, o 95º maior PIB do estado.
A distribuição setorial do PIB em 2019 ficou: Agropecuária (12,42%), Indústria (5,38%), Administração, defesa, educação e saúde públicas e seguridade social (49,89%) e Serviços (32,31%).
Na agricultura, tem destaque o cultivo de mandioca, melancia, milho, arroz e feijão. No extrativismo vegetal, o município foi o quarto maior do estado na coleta de açaí, embora já esteja também sendo produzida na modalidade de agricultura permanente.
Carutapera é um ponto estratégico para a pesca entre os estados do Maranhão, Pará e Amapá. O pescado que aporta em seu porto tem vários destinos, como Fortaleza, Recife, Teresina, São Luís e vários municípios maranhenses. Também é praticada a pesca artesanal no município.
Em 2021, o PIB per capita do município de Carutapera era de R$ 8.385,15. Comparando-se com outros municípios do estado do Maranhão. Já o percentual de receitas externas em 2023 era de 94,61%, o que o colocava na posição 88 de 217.
| PIB per capita [2021]                                                                           | 8.385,15 R$      |
| Índice de Desenvolvimento Humano Municipal (IDHM) [2010]                                        | 0,574            |
| Total de receitas brutas realizadas [2023]                                                      | 98.954.262,21 R$ |
| Transferências correntes (Percentual em relação às receitas correntes brutas realizadas) [2023] | 94,61%           |
| Total de despesas brutas empenhadas [2023]                                                      | 94.286.836,39 R$ |

Fonte: IBGE
| Salário médio mensal dos trabalhadores formais [2022]                                             | 1,8 salários mínimos |
| Pessoal ocupado [2022]                                                                            | 2.125 pessoas        |
| População ocupada [2022]                                                                          | 8,77%                |
| Percentual da população com rendimento nominal mensal per capita de até 1/2 salário mínimo [2010] | 54,4%                |

Fonte: IBGE

## Infraestrutura

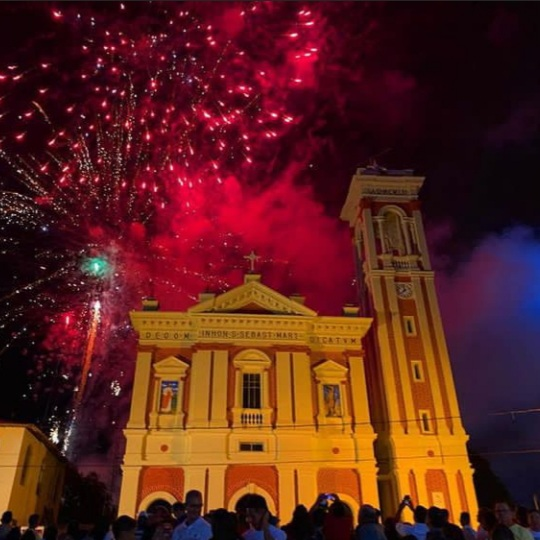
Ano Novo na Basílica.

### Transportes
O acesso ao município se dá pelas rodovias estaduais MA-101 e MA-206, que se liga a BR-316.
A cidade de Carutapera fica a 345 km aproximadamente da capital São Luís.
Essa distância é vencida via Ferryboat pela baía de São Marcos, partindo de São Luís, com desembarque no terminal hidroviário do Cojupe, seguindo pela MA-106, até sua intersecção com a BR-316 em Governador Nunes Freire, depois segue-se até a bifurcação com a MA-206, percorrendo-a até chegar a intersecção com a MA-101, no povoado Forquilha, seguindo até a cidade de Carutapera.
Outra opção de tráfego é 100% rodoviário, seguindo pela BR-135, até a rodovia BR-222, seguindo por esta até a BR-316, seguindo o trecho já citado até a cidade de Carutapera. Esta opção de tráfego é mais longo, com 564 km totais.
O município tem diversos portos pesqueiros, que também são utilizados no transporte de pessoas e mercadorias até as ilhas e praias do município e para Viseu no estado do Pará.
Carutapera tem uma pista de pouso para pequenas aeronaves.

### Educação
A rede de ensino municipal é formada por 36 escolas, sendo 12 na área urbana e 24 na rural, entre creches, pré-escola, ensino fundamental e educação de jovens e adultos – EJA.

A rede estadual mantém quatro escolas de ensino médio.

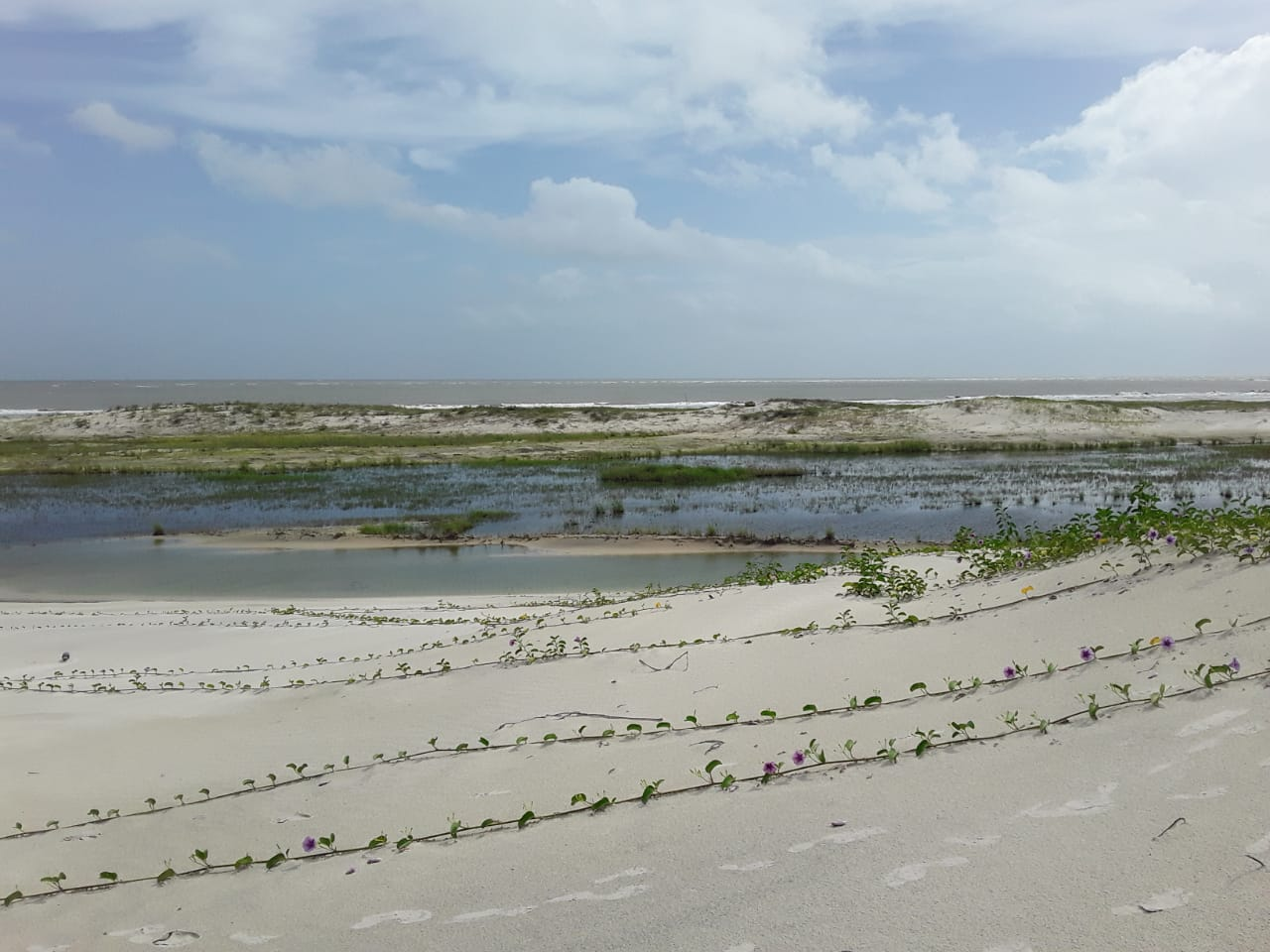
Praia do Juncal.

Há uma unidade do Instituto Estadual de Educação, Ciência e Tecnologia do Maranhão (IEMA), ofertando ensino médio técnico em tempo integral.
A educação superior é representada por um polo da Universidade Estadual do Maranhão (UEMA).
Em 2010, a taxa de escolarização de 6 a 14 anos de idade de Carutapera era de 98,2%. Comparando-se com outros municípios do estado do Maranhão, ficava na posição 24 de 217.  
| Taxa de escolarização de 6 a 14 anos de idade [2010]             | 98,2 %           |
| IDEB – Anos iniciais do ensino fundamental (Rede pública) [2023] | 5,8              |
| IDEB – Anos finais do ensino fundamental (Rede pública) [2023]   | 4,9              |
| Matrículas no ensino fundamental [2023]                          | 4.278 matrículas |
| Matrículas no ensino médio [2023]                                | 1.146 matrículas |
| Docentes no ensino fundamental [2023]                            | 276 docentes     |
| Docentes no ensino médio [2023]                                  | 68 docentes      |
| Número de estabelecimentos de ensino fundamental [2023]          | 31 escolas       |
| Número de estabelecimentos de ensino médio [2023]                | 5 escolas        |

Fonte: IBGE

### Saúde
O Hospital Regional de Carutapera, gerenciado pela Empresa Maranhense de Serviços Hospitalares (EMSERH). O município também conta ainda com sete postos de saúde, (Manaus da Beira, São Lourenço, Livramento, São José, Santa Rita, Santa Luzia e Vila Dourado), o Centro de Saúde Suzete de Oliveira Borges e um Centro de Referência da Mulher.
Em 2022, a taxa de mortalidade infantil média na cidade é de 10,03 para 1.000 nascidos vivos. Já as internações devido a diarreias eram de 99 para cada 1.000 habitantes. Comparando-se com todos os municípios do estado do Maranhão, ficava nas posições 158 e 93 de 217.

## Comunicação
Carutapera conta com diversas emissoras de rádio que atendem à população local, oferecendo programação variada de música, notícias e entretenimento. Entre as principais rádios estão:  
- Litoral FM – Transmite uma programação diversificada, incluindo música, notícias e conteúdos voltados ao público local.
- Ray Mix FM – Destaca-se por sua grade musical e programação voltada ao entretenimento.
- Liberdade FM – Rádio eclética, com espaço para sucessos atuais, jornalismo local e conteúdos diversos.
- Rádio e TV São Sebastião – Emissora de caráter ocasional, com transmissões especiais em momentos específicos.

## Política
O Poder Legislativo de Carutapera é exercido pela Câmara Municipal, composta de 11 vereadores.

### Vereadores eleitos (2025–2028)
A Câmara Municipal de Carutapera conta com 11 vereadores eleitos na eleição de 2024, conforme resultado após retotalização dos votos:
| Nome                | Partido |
| ------------------- | ------- |
| Petrônio Mesquita   | PP      |
| William Machado     | PT      |
| Dr. Cheleleu        | UNIÃO   |
| Pipirão             | UNIÃO   |
| Nara Aguiar         | PRD     |
| Taboca              | UNIÃO   |
| Franciney           | PC do B |
| Geremias Guerra     | PP      |
| Peixe Galo          | PP      |
| Zezinho do Comércio | PDT     |
| Professora Nadja    | PRD     |

O poder executivo em Carutapera, é representado pelo prefeito Amin Quemel, vice-prefeita Dr. Adriana Almeida e secretários municipais.
O município é termo sede da Comarca de Carutapera, além de contar representantes do Ministério Público do Maranhão.

## Cultura e turismo

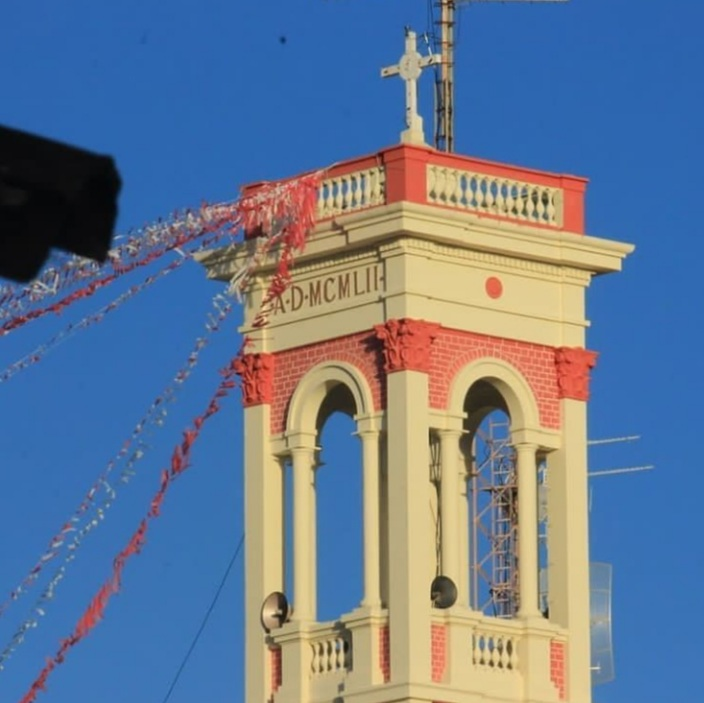
Torre da Basílica Menor de São Sebastião.

### Atrativos naturais
Entre os atrativos naturais de Carutapera, se destacam a Pedra do Gurupi, Praia do Juncal, Praia de São Pedro, de Tucundiua, do Sardinha, do Viturino, do Cabo, do Porco, dentre outras, os rios Arapiranga, Gurupi e Polônio e o Campo de Maracacueira.

### São João
Os festejos juninos, com uma mistura de ritmos e cores, tem a participação de quadrilhas, danças portuguesas e bumba meu boi sotaque de zabumba. Os grupos folclóricos mais tradicionais da cidade são: Companhia Folclórica Revelação, Associação Folclórica Banho de Cheiro, Quadrilhas: Xamego de São João, Matutos do Reino, Explosão Caru entre outras. As quadrilhas humorísticas também são tradicionais em Carutapera tendo sua principal representatividade no grupo Humorístico Rosa e Rosinha, Pato Assado no Arraiá, João e Maria entre outras. Temos também os grupos de Bumba meu boi, representados pelo grupo Boi Atraidor, na figura do seu líder, Carlinhos do boi. Além dos grupos do município, na quadra junina carutaperense, participam vários grupos do Maranhão e do estado do Pará, transformando o evento em uma das festas mais aguardadas do ano.

### Religião
Segundo o Censo Demográfico de 2022, a população de Carutapera se distribui religiosamente da seguinte forma:
| Religião              | Percentual |
| --------------------- | ---------- |
| Católicos             | 68,6%      |
| Evangélicos           | 25,2%      |
| Sem religião          | 3,5%       |
| Outras religiões      | 1,3%       |
| Umbanda e Candomblé   | 0,9%       |
| Espíritas             | 0,2%       |
| Não sabe/Não declarou | 0,2%       |
| Tradições indígenas   | 0,1%       |

A Basílica de São Sebastião é o grande símbolo arquitetônico da cidade, considerada uma das mais bonitas do Maranhão, com seus vitrais, imagens, altar e torre única de 30 metros.

O Festejo de São Sebastião, que ocorre em janeiro, é um dos principais eventos do município. 

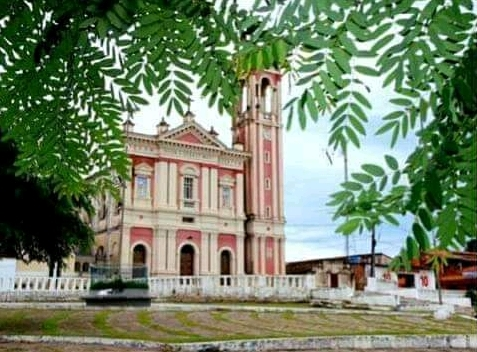
Basílica de Carutapera.

 O tambor de São Benedito tem uma tradição de 119 anos, quando os escravizados, que viviam na região das praias, vieram para a cidade de Carutapera e construíram uma capela onde hoje está um palco em frente à Basílica de São Sebastião. Nessa manifestação cultural, os homens tocam tambores pendurados à tira colo e outros com tambor onça; em uma roda, cantam canções dolentes em três vozes, enquanto os homens e mulheres dançam no centro, de acordo com os ritmos: chorado, valsa e outras danças antigas. A festa é realizada em novembro. Durante este mês, antes da festa, saem à tardezinha para arrecadar recursos. Uma mulher com o santo na mão, acompanhada de outra que carrega uma bandeira e os músicos (um pandeiro, um tambor onça e dois outros tambores) param nas casas, cantam, arrecadam e agradecem.
A cidade de Carutapera também é rica em diversidade religiosa. A Assembleia de Deus é uma das principais denominações evangélicas, com 80 anos de existência, fundada 10 anos após a emancipação política do município. Outras importantes igrejas evangélicas incluem a Igreja Batista, a Igreja Adventista, a Igreja Assembleia de Deus Madureira e as Testemunhas de Jeová, entre outras todas com significativa presença e contribuindo para a diversidade religiosa e social da cidade.
Além das tradições católicas e evangélicas, Carutapera também abriga movimentos de matriz africana, que preservam e celebram a cultura e espiritualidade afro-brasileira, enriquecendo ainda mais o mosaico cultural e religioso do município.